# Duyun
Duyun léase Du-Yuín (en chino:都匀市, pinyin: Dūyún shi)  es un municipio bajo la administración directa de la prefectura autónoma de Qiannan en la provincia de Guizhou, República Popular China. 
La ciudad es sede del gobierno local y es el centro de educación, economía, cultura y científica de la prefectura autónoma. Su área total es de 2274 kilómetros cuadrados, de los cuales el área construida es de 68 kilómetros cuadrados.
A partir de 2015, la población total del municipio de Duyun fue de 493 574 habitantes, siendo la población urbana de 350 mil. Hay 33 minorías étnicas como Buyi, Miao, Shui y Yao. Los grupos étnicos dominados por el grupo étnico Buyi representan el 67% de la población total. 
Duyun tiene la reputación de "Ciudad puente" (高原桥城) , en el área urbana, hay casi 100 puentes de diferentes estilos arquitectónicos, que abarcan el río Jian (剑江) que baña la ciudad. En 2012, se le otorgó el título de " Ciudad verde global ".  

## Administración
A partir de mayo de 2014 el municipio de Duyun se divide en 10 pueblos que se administran en 4 subdistritos, 4 poblados y 1 villa étnica.
- Subdistritos：Wenfeng, Guanghui, Xiaoweizhai, Shabaopu, Lvyinghu
- Poblados：Mochong, Pinglang, Maojian, Yundong
- Villas：Guilan

## Geografía
La ciudad de Duyun está ubicada en la parte oriental de la provincia de Guizhou. Tiene 64 kilómetros de ancho de este a oeste y 63 kilómetros de largo de norte a sur, con un área total de 2274 kilómetros cuadrados. Hay muchas zonas montañosas en la parte norte de Duyun, y hay valles estrechos en el sur. La ciudad está construida en las riberas del Río Jiang, un afluente del Yangtsé que nace en las Montañas del Cabo (斗篷山) , a unos 800 m s. n. m.

## Clima
Duyun tiene un clima monzónico subtropical húmedo. El invierno no es frío y la temperatura media más baja en enero es de 5,6 °C. El verano es fresco, siendo la temperatura promedio diaria más calurosa en julio es de 24.8 °C. La precipitación es abundante, la media anual es de 1431.1 mm. y el período sin heladas es de aproximadamente 300 días.

## Recursos
A partir de 2012, la ciudad de Duyun tiene más de 80 depósitos minerales y puntos de mineralización. Entre ellas, las reservas probadas de minas de plomo-zinc son de 360 000 toneladas, las reservas de carbón son de 27 057 millones de toneladas, las reservas de mineral de hierro es de 6,55 millones de toneladas, las reservas de barita es de 5,36 millones de toneladas. Además, también abundan las reservas de recursos minerales tales como roca fosfática, mineral de azufre, fluorita, piedra caliza y arena de cuarzo. 